# Campionat d'Itàlia de trial femení
El Campionat d'Itàlia de trial femení, regulat per la federació italiana de motociclisme, FMI (Federazione Motociclistica Italiana), és la màxima competició de trial en categoria femenina que es disputa a Itàlia.

## Llista de guanyadores
A 10 de desembre de 2024
| Temporada | Campiona                  | Motocicleta |
| --------- | ------------------------- | ----------- |
| 1990      | Deborah Albertini         | Fantic      |
| 1991      | Simonetta Viano           | ?           |
| 1992      | Simona Chauvie            | ?           |
| 1993      | Simona Chauvie            | Fantic      |
| 1994      | Simona Chauvie            | ?           |
| 1995      | Simona Chauvie            | ?           |
| 1996      | Simona Chauvie            | ?           |
| 1997      | Simona Chauvie            | ?           |
| 1998      | Simona Chauvie            | Gas Gas     |
| 1999      | Simona Chauvie            | Beta        |
| 2000      | Simona Chauvie            | ?           |
| 2001      | Francesca Di Giannantonio | ?           |
| 2002      | Alessandra Sbrana         | ?           |
| 2003      | Deborah Albertini         | ?           |
| 2004      | Simona Chauvie            | ?           |
| 2005      | Martina Balducchi         | ?           |
| 2006      | Martina Balducchi         | ?           |
| 2007      | Alessandra Sbrana         | Scorpa      |
| 2008      | Martina Balducchi         | Beta        |
| 2009      | Martina Balducchi         | Beta        |
| 2010      | Sara Trentini             | Beta        |
| 2011      | Sara Trentini             | Beta        |
| 2012      | Sara Trentini             | Beta        |
| 2013      | Martina Balducchi         | Scorpa      |
| 2014      | Elisa Peretti             | Gas Gas     |
| 2015      | Elisa Peretti             | Gas Gas     |
| 2016      | Sara Trentini             | Beta        |
| 2017      | Sara Trentini             | Beta        |
| 2018      | Alex Brancati             | Beta        |
| 2019      | Alex Brancati             | Beta        |
| 2020      | Matina Gallieni           | TRRS        |
| 2021      | Andrea Sofia Rabino       | Beta        |
| 2022      | Andrea Sofia Rabino       | Beta        |
| 2023      | Andrea Sofia Rabino       | Beta        |
| 2024      | Andrea Sofia Rabino       | Beta        |

## Estadístiques

### Campiones amb més de 3 títols
A 10 de desembre de 2024
| Pilot               | Títols |
| ------------------- | ------ |
| Simona Chauvie      | 10     |
| Martina Balducchi   | 5      |
| Sara Trentini       | 5      |
| Andrea Sofia Rabino | 4      |